# Одеська вулиця (Париж)
Одеська вулиця (фр. rue d’Odessa) — вулиця в кварталі Монпарнас, 14-го округу Парижа. Проходить від вулиці Дю-Депар до бульвару Монпарнас, 64. Названа на згадку про бомбардування Одеси англо-французькою ескадрою у квітні 1854 року.

## Історія
Вулиця з такою назвою була заснована постановою муніципалітету Парижа від 27 квітня 1881 року, відповідно до якого відбулася реструктуризація колишнього Одеського містечка, створеного під час Кримської війни.

## Сучасність
Вулиця Одеська розташована у жвавому районі Парижа з багатьма відомими кафе й театрами, неподалік від хмарочоса Вежа Монпарнас, а також від кварталу Сен-Жермен-де-Пре, Латинського кварталу та Люксембурзького саду, куди можна доїхати на метро (ст. Вавен).

## Відомі жителі
- Андре Лот, французький скульптор, художник, педагог. З 1922 року до кінця життя займався викладацькою діяльністю в будинку № 18, де створив свою академію.
- Лев Троцький проживав в 1914 році та 1933 році в будинку № 28.
- Цуґухару Фудзіта, французький живописець японського походження, графік паризької школи. Проживав в тому ж будинку.

## Цікаві факти
- Незважаючи на відносно малу протяжність вулиці, на ній є чотири готелі.
- У будинку № 28 (готель «Одеса») в різний час проживали відомі особистості, зокрема Цуґухару Фудзіта.